# Текес
Текес (на казахски: Текес; на китайски 特克斯河, Текесъхе; на руски: Текес) е река, протичаща в Алматинска област на Казахстан и Синдзян-уйгурски автономен регион на Китай, лява съставяща на Или. Дължина – 438 km. Площ на водосборния басейн – 29 600 km².
Река Текес води началото си от северните склонове в източната част на хребета Терскей Алатау, на 3566 m н.в., на територията на Алматинска област в Казахстан. В началото тече на северозапад в тясна и дълбока планинска долина, след което завива на изток-североизток и тече в широка междупланинска долина между тяншанските хребети Нарат на юг и Кетмен на север. След устието на левия си проток Сумбе навлиза на китайска територия. В долното си течение завива на север, чрез дълбок пролом заобикаля от изток хребета Кетмен и на 25 km североизточно от китайския град Токузтара, на 786 m н.в. се съединява с идващата отдясно река Кунгес и двете заедно дават началото на голямата река Или. Основни притоци: леви – Картас, Сумбе, Карасу, Дурати, Хасан, Ашчибулак, Чонкараганди, Дожденсу, Балъксу; десни – Орто-Кокпак, Улкен-Кокпак, Баянкол, Малък Музарт, Северен Музарт, Аксу, Агиаз, Кьоктерек, Чулактерек, Кьоксу, Джиргалан. Има ясно изразено лятно пълноводие. Среден годишен отток близо до устието 270 m³/sec. В района на сливането си с Кунгес протича през блата и солончаци. Замръзва през декември, а се размразява през март. В средното течение водите ѝ се използват за напояване. По течението ѝ на китайска територия са разположени градовете Текес и Карабура.

## Топографска карта
- К-44-А М 1:500000[2]
- К-44-Б М 1:500000[3]